# Oniscus
Genre
Oniscus est un genre de crustacés isopodes de la famille des Oniscidae.

## Liste des espèces
Selon GBIF (26 février 2023) :
- Oniscus ancarensis Bilton, 1992
- Oniscus angustus Dana, 1853
- Oniscus armadillo Linnaeus, 1758
- Oniscus armatus Nicolet, 1849
- Oniscus asellus Cuvier, 1792
- Oniscus asellus Linnaeus, 1758
- Oniscus asilus Linnaeus, 1758
- Oniscus bicolor Risso, 1816
- Oniscus cinereus Zenker, 1798
- Oniscus collinus Risso, 1816
- Oniscus convexus C.Koch & Behrendt, 1854
- Oniscus coocki Filhol, 1885
- Oniscus cookii Filhol, 1885
- Oniscus galicianus Bilton, 1997
- Oniscus gibbosus Fabricius, 1775
- Oniscus globator Cuvier, 1792
- Oniscus latus Risso, 1816
- Oniscus lusitanus Verhoeff, 1908
- Oniscus maculatus Dana, 1853
- Oniscus mamillatus Risso, 1816
- Oniscus marinus Fabricius, 1780
- Oniscus marinus Linnaeus, 1758
- Oniscus marmoratus Risso, 1816
- Oniscus musculus Eschscholtz, 1823
- Oniscus pubescens Dana, 1853
- Oniscus simoni Budde-Lund, 1885
- Oniscus spec Linnaeus, 1758
- Oniscus variegatus Villers, 1789

## Systématique
Le nom valide complet (avec auteur) de ce taxon est Oniscus Linnaeus, 1758.
Oniscus a pour synonymes :
- Carcinium Banks & Solander, 1773
- Onicus Latreille, 1802